# Ypypuera crucifera
Ypypuera crucifera är en spindelart som först beskrevs av Jehan Vellard 1924.  Ypypuera crucifera ingår i släktet Ypypuera och familjen Hersiliidae. Inga underarter finns listade i Catalogue of Life.